# Masimba Musodza
Julius Masimba Musodza (nascido em 29 de março de 1976) é um autor do Zimbábue.

## Vida
Musodza nasceu no auge do surgimento do novo Zimbábue, sendo filho mais velho de um funcionário do alto escalão do Ministério das Terras. A família Musodza é do povo Buja de Mutoko, no nordeste do Zimbábue. A leitura foi encorajada na casa dos Musodza. Ele foi educado na Escola Primária de Avondale, Harare e na Escola Secundária de Santa Maria Madalena, Nyanga. Depois da escola, ele treinou como roteirista, vendendo o seu primeiro roteiro para a Media For Development Trust em 2002. Apenas um mês depois, quando a incerteza política e socioeconómica tomou conta do Zimbábue, Musodza mudou-se para o Reino Unido, onde vive desde então. Ele mora na cidade de Middlesbrough, no nordeste da Inglaterra.

## Escrita
Leitor ávido quando era criança, Musodza aspirava ser escritor a partir do momento em que descobriu que era possível ganhar a vida com isso. O seu primeiro livro foi O homem que se transformou em um rastafári, 2006, uma antologia de contos sobre a vida Rastafari no Zimbábue. Esta antologia, com as histórias da Dread Eye Detective Agency, estabeleceu a sua reputação como pioneira na "Literatura Rastafari" Africana.
Musodza contribuiu para o StoryTime e-zine, que foi fundado pelo autor e editor zimbabuano da Suécia, Ivor Hartmann, com as obras Jungle Jim, Bookends, Winter Tales e outros periódicos.
Ele também é o autor do primeiro romance definitivo de ficção científica na língua Shona, MunaHacha Maive Nei? Masimba Musodza é membro fundador da Sociedade Africana de Ficção Especulativa. Ele é um dos dois escritores zimbabuanos que foram apresentados nos 100 Escritores Africanos de SF de Geoff Ryman 
Além de dois blogs pessoais, Musodza, um defensor do sionismo, bloga para o The Times of Israel.